# Джеймс Валънтайн
Джеймс Бъргън Валънтайн (на английски: James Burgon Valentine) е роден на 5 октомври 1978 в Линкълн, Небраска, САЩ. Той е американски музикант, най-добре познат като китарист на рок групата Maroon 5.